# Nemsdorf-Göhrendorf
Nemsdorf-Göhrendorf là một đô thị thuộc huyện Saalekreis, bang Saxony-Anhalt, Đức.